# Сандра-Нікола-Єль
Са́ндра-Ніко́ла-Єль (рос. Сандра-Никола-Ель) — річка в Республіці Комі, Росія, ліва притока річки Когель, правої притоки річки Ілич, правої притоки річки Печора. Протікає територією Троїцько-Печорського району та Вуктильського міського округу.
Річка протікає на північний захід та захід. Останній 1 км течії знаходиться на території Вуктильського міського округу.